# テクフル
テクフル (トルコ語: Tekful)またはテクヴル (トルコ語: Tekvur)は、セルジューク朝やオスマン帝国で用いられた、ビザンツ帝国領の小アジアやトラキアの領主や司令官を指した呼称。時にはビザンツ皇帝を指しても用いられた。

## 概要
テクフルという語の語源は不明で、ビザンツ帝国の皇帝名「ニケフォロス」のアラビア語読み「ニクフォル」(Nikfor)や、アルメニア語で王を意味するtakavorなどの説がある。この語（およびテクヴル、テクル、テキルといった類語)がペルシア人やトルコ人の歴史家の間で用いられ始めたのは13世紀で、当時はビザンツ帝国の貴族、もしくはアナトリア半島（ビテュニア、ポントス）やトラキアの街・城塞の長官を意味していた。特に東方辺境を守る部隊アクリタイの司令官を指す例が多いが、時にはビザンツ帝国の皇子や皇帝を指す場合もある。例えば、コンスタンティノープル（現イスタンブール）のポルフュロゲネトスの宮殿はトルコ語でテクフル・サラユ（Tekfur Sarayı、君主の宮殿の意）と呼ばれている。
ここから派生して、ペルシアの歴史家イブン・ビビがキリキアのアルメニア王をテクヴルと呼んだり、また彼やデデ・コルクトがトレビゾンド皇帝を「ドゥジャニトのテクヴル」と呼んだりしている。オスマン帝国初期にも、「テクフル」はアナトリアやトラキアを征服する過程で戦った都市や城塞の長官を指す場合と、ビザンツ皇帝を指す場合の2つがあった。なお、ビザンツ皇帝の呼び方には、王を意味する「マリク」と、ビザンツ側のバシレウスに由来売る「ファシリユス」などもあった。ハサン・チョラクによれば、ビザンツ皇帝がテクフルと呼ばれたのは1371年から1394年までと、1424年から1453年（滅亡）まで、すなわちビザンツ帝国がオスマン帝国の属国として没落を極めた時期に意図的に用いられた呼称である。なお15世紀のオスマン帝国の歴史家エンヴェリは、南ギリシアやエーゲ海のフランコクラティアの君主をもテクフルと呼んでいる。